# Itea tenuinervia
Itea tenuinervia là một loài thực vật có hoa trong họ Iteaceae. Loài này được S.Y. Liu mô tả khoa học đầu tiên năm 2001.